# Uroctea limbata
Espèce
Synonymes
- Clotho limbata C. L. Koch, 1843

Uroctea limbata est une espèce d'araignées aranéomorphes de la famille des Oecobiidae.

## Distribution
Cette espèce se rencontre en zone paléarctique.

## Publication originale
- C. L. Koch, 1843 : Die Arachniden. Nürnberg, vol. 10, p. 37-142 (texte intégral).